# Daniel Hemetsberger
Daniel Hemetsberger (Vöcklabruck, 23 maggio 1991) è uno sciatore alpino austriaco.

## Biografia
Originario di Nußdorf am Attersee e attivo in gare FIS dal dicembre del 2006, in Coppa Europa Hemetsberger ha esordito il 4 dicembre 2008 a Reiteralm in supergigante (70º), ha colto il primo podio il 6 gennaio 2015 a Wengen nella medesima specialità (3º) e la prima vittoria il 10 gennaio 2018 a Saalbach-Hinterglemm in discesa libera. In Coppa del Mondo ha debuttato il 20 gennaio 2018 a Kitzbühel in discesa libera (45º) e ha conquistato il primo podio il 23 gennaio 2022 nelle medesime località e specialità (3º); ha esordito ai Giochi olimpici invernali a Pechino 2022, dove si è classificato 21º nella discesa libera, e ai Campionati mondiali a Courchevel/Méribel 2023, dove si è piazzato 14º sia nella discesa libera sia nel supergigante. Ai Mondiali di Saalbach-Hinterglemm 2025 è stato 7º nella discesa libera.

## Palmarès

### Coppa del Mondo
- Miglior piazzamento in classifica generale: 16º nel 2023
- 4 podi (2 in discesa libera, 2 in supergigante):
  - 2 secondi posti (1 in discesa libera, 1 in supergigante)
  - 2 terzi posti (1 in discesa libera, 1 in supergigante)

### Coppa Europa
- Miglior piazzamento in classifica generale: 11º nel 2018 e nel 2020
- 7 podi:
  - 1 vittoria
  - 4 secondi posti
  - 2 terzi posti

#### Coppa Europa - vittorie
| Data            | Località             | Paese   | Specialità |
| --------------- | -------------------- | ------- | ---------- |
| 10 gennaio 2018 | Saalbach-Hinterglemm | Austria | DH         |

Legenda:

DH = discesa libera

### Nor-Am Cup
- Miglior piazzamento in classifica generale: 45º nel 2018
- 2 podi:
  - 2 terzi posti

### Campionati austriaci
- 4 medaglie:
  - 1 oro (supergigante nel 2014)
  - 3 bronzi (supergigante nel 2018; supergigante nel 2021; supergigante nel 2022)